# Música (novela)
Música (japonés: 音楽; Ongaku) es una novela del escritor japonés Yukio Mishima editada en 1965. Con el subtítulo "una interpretación psicoanalítica de un caso de frigidez femenina" la obra desarrolla, a través de un apócrifo, un caso especialmente complejo del ficticio psicólogo Kazunori Shiomi. La trama, ambientada en el Japón de los años 1960, destaca por abordar temas como la búsqueda desesperada de la plenitud del amor físico o del amor absoluto.

## Sinopsis
El doctor Kazunori Shiomi, mediante la elaboración de un informe, resume uno de sus casos clínicos recientes: a su consulta acude una paciente, Reiko Yumigawa, quien afirma no poder escuchar música ya que, si lo hace, se bloquea y pierde la capacidad de comunicarse. En una primera anamnesis se comprueba que Reiko está comprometida con su primo Shun, a quien odia porque prácticamente la violó años atrás, y que mantiene una aventura en Tokio con su colega Ryūichi Egami. El doctor Shiomi acepta tratar el caso de la paciente pero antes de la siguiente sesión semanal recibe una carta de Reiko en la que la joven le confiesa haberle mentido: su afirmación de que no puede escuchar música es una metáfora para darle a entender que no puede alcanzar el orgasmo al mantener relaciones sexuales con Ryūichi. Tras esta revelación el tratamiento prosigue. 
Durante la segunda sesión las confesiones de Reiko continúan: su temprana iniciación en el sexo tuvo lugar a los ocho años cuando vio a su tía recibir a un hombre, en la habitación de hotel donde estaba alojada, y con quien mantuvo relaciones completas convencida de que Reiko estaba dormida. En los días siguientes Ryūichi acude furioso a la consulta del doctor invitándolo a dejar en paz a Reiko: exhibe una página de un periódico en la que la joven afirma haber sido seducida y haber mantenido una relación sexual con el psicólogo. Kazunori, enfadado y molesto por la infundada acusión, logra convencer a Ryūichi que lo descrito no pasa de ser una fantasía de la paciente.
Una segunda carta de Reiko contiene la confesión de que el hombre que recibió su tía en la habitación era en realidad su hermano mayor. Cuando el padre descubrió el romance entre ambos, el hermano mayor fue obligado a desaparecer por presiones familiares. Ryūichi regresa al médico y le revela que Reiko ha vuelto a casa porque Shun, su comprometido, se está muriendo. Llega la noticia de que la chica está ayudando con devoción a un hombre consumido por la enfermedad. Una nueva carta de Reiko le desvela al médico que ha regresado a casa para conceder el último deseo del hombre al que odiaba: mantener relaciones sexuales en su cama, poco antes de su muerte, en la que finalmente Reiko pudo "escuchar la música". 
El doctor Shiomi se percata que añora a Reiko, incluso mientras está manteniendo relaciones sexuales con su amante, la enfermera Akemi. Fallecido Shun, Reiko regresa a Tokio. Está preparada para irse de vacaciones a la península de Izu e invita al médico a acompañarla. Él declina pero unos días después recibe una larga carta. Reiko le cuenta su encuentro en el hotel donde está alojada con un joven solitario, llamado Hanai, de quien sospecha que tiene intenciones suicidas. El joven le confirma que su drama es la impotencia sexual. Poco después el doctor comienza a recibir cartas anónimas insultándolo a él ya su profesión. Una vez excluidas las motivaciones de extrema derecha, facción política opuesta a la práctica del psicoanálisis, el doctor intuye que se trata de alguien que conoce a Reiko. De hecho Hanai, el joven con tendencias suicidas, acude a su consulta y le pide ingresar a terapia. Le confiesa que él es el responsable del anónimo y relata su experiencia con Reiko: después de conocerse en el hotel de Izu ambos encontraron consuelo en la disfunción sexual del otro ya que ambos eran incapaces de mantener una relación sexual satisfactoria. Sin embargo Hanai se sintió traicionado porque una noche en el hotel provocó, con caricias íntimas, el orgasmo de la chica desvelando así que Reiko no es frígida.
Después de un tiempo Ryūichi contacta con el médico a raíz de un cambio de actitud de Reiko. La chica cuenta que, tras sus vacaciones en Izu, volvió con Ryūichi después de que Hanai se recuperara, al menos con ella, de su impotencia. El hecho de que Hanai superara su disfunción sexual, para Reiko ya no es "puro". Sin embargo el doctor se las arregla para hacerla confesar que mintió a Ryūichi ya que, en realidad, fue Hanai quien se alejó de ella porque comenzó a "escuchar la música". De este modo se descubre que el problema de la joven tiene raíces más profundas. Y finalmente se hace evidente que Reiko comenzó la terapia porque, incluso antes de conocer a Ryūichi, mantuvo relaciones íntimas con su hermano. El joven vivía con una prostituta y los tres se emborracharon. La mujer no creyó que Reiko fuera su hermana y los instó a mantener relaciones sexuales delante de ella cosa que finalmente sucedió y, desde de ese momento, la joven ya no pudo tener un orgasmo con otro hombre.
El doctor argumenta que la joven debe enfrentarse a su hermano para que la terapia tenga éxito. Ignorante de su paradero Reiko un día logra reconocerlo en televisión entre los matones durante un motín callejero. El médico, su asistente Akemi, Ryūichi y Reiko van a la degradada zona de Tokio donde vive el joven y logran localizarlo. Cuando Reiko descubre que su hermano ha tenido un hijo con una prostituta sus problemas parecen disolverse. El doctor Shiomi entiende que, en el origen de sus problemas, se encontraba la voluntad inconsciente de darle un hijo a su hermano. Una vez revelada la verdad ahora Reiko se siente libre. Tiempo después el doctor Shiomi recibe un telegrama de Ryūichi: "Se escucha la música. La música nunca se detiene".

## Personajes
- Kazunori Shiomi (汐見和順) psicólogo de Tokio que abrió una consulta meses antes de recibir la visita que da origen a la trama.
- Reiko Yumigawa (弓川麗子) empleada de una empresa.
- Ryūichi Egami (江上隆一) compañero de trabajo y amante de Reiko.
- Yamauchi Akemi (山内明美) enfermera y amante del doctor Shiomi.
- Hermano de Reiko
- Shun (俊ち) primo de Reiko.
- Hanai (花井) joven que Reiko conoce en un hotel de Izu.

## Análisis
Música es considerada una novela en la que Mishima renuncia a un estilo refinado y culto pero no le impide llevar al lector a un mundo oscuro. La protagonista, Reiko, muestra una feminidad frustrada que hace surgir barreras mentales para aislar una realidad, el otro lado del sexo, que debe mantenerse oculta. Como resultado la historia cuestiona no solo la supuesta normalidad sexual sino un amplio abanico de valores y certezas como la familia burguesa, la eficacia del psicoanálisis o la pureza del amor.